# Amblymora uniformis
Amblymora uniformis är en skalbaggsart som beskrevs av Jordan 1894. Amblymora uniformis ingår i släktet Amblymora och familjen långhorningar. Inga underarter finns listade i Catalogue of Life.